# Endothyranopsis
Endothyranopsis es un género de foraminífero bentónico de la subfamilia Endothyranopsinae, de la familia Endothyridae, de la superfamilia Endothyroidea, del suborden Fusulinina y del orden Fusulinida. Su especie tipo es Involutina crassa. Su rango cronoestratigráfico abarca el Viseense (Carbonífero inferior).

## Discusión
Clasificaciones más recientes incluyen Endothyranopsis en el suborden Endothyrina, del orden Endothyrida, de la subclase Fusulinana de la clase Fusulinata. Algunas clasificaciones incluyen Endothyranopsis en la familia Endothyranopsidae.

## Clasificación
Endothyranopsis incluye a las siguientes especies:
- Endothyranopsis compressa †
  - Endothyranopsis compressa prima †
- Endothyranopsis crassa †
- Endothyranopsis eocompressa †
- Endothyranopsis guangxiensis †
  - Endothyranopsis guangxiensis obesus †
- Endothyranopsis hirosei †
- Endothyranopsis incognatus †
- Endothyranopsis lenticulata †
- Endothyranopsis margaritus †
- Endothyranopsis paucus †
- Endothyranopsis paulus †
- Endothyranopsis peritus †
- Endothyranopsis plusculus †
- Endothyranopsis praevius †
- Endothyranopsis sphaerica †
- Endothyranopsis umbonata †
  - Endothyranopsis umbonata parva †
- Endothyranopsis yangchunensis †